# ニフティ・パッケージ作戦
ニフティ・パッケージ作戦（ニフティ・パッケージさくせん、Operation Nifty Package、"Nifty Package"は「粋な小包」の意）とは、1989年にパナマのノリエガ将軍を捕捉することを目的とした、米海軍特殊部隊Navy SEALsの作戦である。ローマ教皇庁大使館に逃避したノリエガを投降させるために、耳を劈く大音量の音楽その他の心理戦戦術が用いられた。
ノリエガは、10日間の心理的攻撃の後米国に投降した。これに関し、米国は、ローマ教皇庁大使のモンシニョール・ラボアが、もしノリエガが米国に投降しない場合は庇護権を剥奪すると脅迫したと主張しているが、他方でラボアは、教会におけるアジール権を剥奪すると脅迫してはいないが、ノリエガを強制退去させるための「正確に調整された心理作戦」を用いたと主張している。
作戦は成功したが、後に国家安全保障問題担当大統領補佐官のブレント・スコウクロフトは、ローマ教皇庁大使館に対する心理的ハラスメントは「米軍の歴史の中で最低の瞬間」と指摘し、そのアプローチは馬鹿げたもので、非難されるべきものであり、不名誉なことであると述べている。

## 軍事作戦
この作戦はジャスト・コーズ作戦の開始とともにSEALsのチーム4によって遂行された。このチームはパトリック・トゥーヒー少佐（チーム4司令官、元チーム6士官）指揮下の48名のSEALs隊員（ゴルフ、エコー、デルタの3小隊）から構成され、パナマシティ沿岸のプンタ・パイティージャ空港に駐機中のノリエガの自家用ジェット機を破壊する任務を負った。0時30分、パナマ市内で最初の戦闘活動が開始する直前にSEALsの主力部隊は空港の真南に上陸した。飛行場の北側では、複数の偵察チームが敵の動きをリアルタイムで知らせるために潜伏していた。SEALsが上陸すると、トゥーヒー少佐は滑走路の南端に指揮所を設置した。この時点で、沖合の哨戒艦艇に常駐して複数の作戦を統括しているSEAL士官のマクグラス中佐は、機体は破壊よりもむしろ「最低限のダメージ（タイヤを撃ち抜き、制御線を切断することと定義される）」で無力化できることを意味する内容の情報を伝えていた。このメッセージは言葉足らずで、SEALsは間際になって戦術を変更して当初の見込みよりもさらに機体に接近せざるを得なくなったため、作戦終了後に議論の争点となった。
1時5分、ゴルフ小隊が格納庫の外の最終攻撃位置につくとともに、3小隊は飛行場での前進を開始した。この時点でトゥーヒー少佐は、パナマ国家防衛軍のキャデラック・ゲージV-300コマンドウ装甲車が空港に向かっているというメッセージを受け取った。この脅威に対抗するために、ゴルフ小隊の第1分隊は道路の近くの奇襲地点に移動するよう命じられた。彼らが移動のために立ち上がるや否や、飛行場に駐留していたパナマ国防軍の兵士が発砲し、SEALs隊員1名を射殺、5名を負傷させた。他の2小隊はゴルフ小隊を増援するために移動し数分以内に格納庫を確保するも、さらに2名が射殺され4名が負傷した。そしてSEALsはAT-4対戦車弾を発射し、ノリエガの自家用ジェット機を無力化した。間もなく捜索救難ヘリが到着し、負傷したSEALs隊員をハワード米空軍基地の共同負傷者収容地点に移送した。SEALsは夜間を通してその付近一帯を支配し、他の機体を滑走路上に移動させてパナマ国防軍の輸送機が滑走路を使用できないようにした。翌日、SEALsは第75レンジャー連隊の中隊と交代した。負傷率が高く、また作戦と指揮統制が多くの点で一貫していなかったために、ジャスト・コーズ作戦におけるパイティージャ空港の戦闘は、米国の軍事的観点から最も論争の的となる作戦の一つとなった。
パイティージャ空港での作戦の間、SEALsのチーム2所属のダイバー4名とゾディアックボートに搭乗した隊員たちから成るSealsの別働隊は、戦闘潜水員を指揮して運河の桟橋に停泊中のノリエガの重武装小型砲艦プレジデンテ・ポラス号を水中から攻撃し破壊する任務を与えられた。この計画では、潜水員たちが隠密性を高めるために排気泡を発生させないドレーゲル社のリブリーザーを使用して、船底に爆薬を仕掛けることが求められた。潜水員たちは複数のゾディアックボートで標的からおよそ140メートル離れたマングローブ林の潜水地点まで輸送された。潜水員たちは水に入り、2名一組に分かれて船に接近し、爆薬を仕掛け、撤退を始めた。その時、数名のパナマ国軍兵が手榴弾を投下し水中に射撃を開始したため、SEALsは桟橋の下に避難せざるを得なくなった。この転換により潜水員たちは爆薬が爆発する際もそのエリアに留まったため、船が破壊されたことを確認することが可能となった。潜水員たちが集合地点に引き返す際、大型船が頭上に近づいている音が聴こえたため、水深12メートル（高水圧下でリブリーザーを使用する際に酸素中毒になる危険性が高い深度）まで潜水を余儀なくされた。しかし潜水員たちに悪影響はなく、両ペアはゾディアック・ボートによって引き上げられ、ロッドマン海軍基地に送り返された。

## ローマ教皇庁大使館の包囲
米軍による侵攻開始から5日目、ノリエガはローマ教皇庁大使館のモンシニョール・ラボアに電話をかけ、避難を受け入れてもらえなければ地方に逃げゲリラ戦を行うことを伝えた。決定までに与えられたわずか10分の時間の後、ラボアはバチカンには相談せずにノリエガが大使館の敷地内に入ることを許可した。彼は、パナマの政治が必要としている彼の役割は、ノリエガにバチカン領におけるアジール権を与えることではなく、米軍に投降するように説得することだと信じていたと述べ、当初からノリエガを欺いていたと告白した。ラボアは後になって、ノリエガが教会に避難する道を選んだことに「驚愕し狼狽した」と打ち明けている。
ノリエガは、ニヴァルド・マドリナン中佐、ノリエガを保護するための特殊部隊を率いていたパナマ秘密警察長官のエリエセル・ガイタン、元移民局長のベルギカ・デ・カスティージョと夫のカルロス・カスティージョの4名とともにローマ教皇庁大使館に避難した。彼は所有していた武器の大部分を引き渡し、庇護を求めた。滞在中、彼はエアコンやテレビの無い「荒れ果てた」部屋で聖書を読んで過ごした。
大使館に対する直接行動はすべて国際法に違反するため、米軍兵士は建物の外に包囲網を張った。
アメリカ合衆国国務長官のジェイムズ・ベイカーはバチカン宛に、「これは外交特権には当てはまらない。我々は彼を麻薬密売人として起訴している。あなたは失われたアメリカ人の生命がパナマにおける民主主義を回復させることを理解しなくてはならない。我々はノリエガが米国以外のいかなる国に行くことを許容するわけにはいかない」という内容の親書を出した。
バチカンのホアキン・ナヴァロ・ヴァルス報道官は、米国外交官と米軍長官による強力なメッセージには従わないこと、ノリエガを引き渡すことはないと明言した。ナヴァロ・ヴァルスは教皇ヨハネ・パウロ2世は「ばかばかしいほどの軽率さ」による死を悼む以外に、この件に関しては何も語っていないことを明らかにした。
アメリカ陸軍は、「鼓膜が破れるほどの音量」でけたたましいロック音楽を鳴らす、大使館のフェンスに対して装甲車のエンジンを全開にする、「ヘリコプター着陸区画」を作るために近隣の区域に火を放ち、ブルドーザーで整地をするなどの心理戦へと転換した。報道によると、ザ・クラッシュのバージョンの"I Fought The Law (アイ・フォウト・ザ・ロウ)"、AC/DCの"You Shook Me All Night Long"、ガンズ・アンド・ローゼズの"Welcome to the Jungle (ウェルカム・トゥ・ザ・ジャングル)"、ジェスロ・タルの"Too Old to Rock 'n' Roll: Too Young to Die!"などが繰り返し再生された。
12月27日、心理戦はアメリカ特殊作戦軍の第4心理作戦対応部隊に引き継がれた。ローマ教皇庁は大使館を包囲する米軍兵士の行動についてジョージ・H・W・ブッシュ大統領に苦情を申し立て、3日後にロック音楽は鳴り止んだ。
12月30日、バチカンはノリエガを亡命者ではなく「避難民」と考えていることを明確にした。その一方でモンシニョール・ラボアは、ノリエガの4名の同行者たちがノリエガにバチカンの庇護下に留まるよう勧めるのを防ぐため、彼らを別の建物に移動させた。そしてパナマとバチカンに請願して、その建物を大使館の所有地の範囲内に含めるために所有地を拡大することへの同意と、ノリエガに退去するよう説得することへの許可を求めた。後にラボアの友人は、ラボアは「ノリエガに働きかけ、屈するまで彼を心理的に操りたがっていた」とUPI通信社に語った。

## 投降
10日間にわたる戦意喪失作戦の後、ラボアは、正門にいる米軍兵士に投降する以外の選択肢は無いことをノリエガに告げた。後にタイム誌は、ラボアはノリエガに対して完全に誠実だったわけではなく、世界中のどこの国も彼の避難許可を与えようとしないという偽りをノリエガに伝えていたことを記している。また、ラボアはアメリカ陸軍に対して、もし彼の生命が危険に脅かされていると考えるならば所有地を攻撃する許可を与えるという内容の手紙を書いている。最終的にラボアは、もしノリエガがアメリカに投降しない場合は、ローマ教皇庁のスタッフは大使館の建物から退去してカトリック高校に移動し、そこを新たな大使館と宣言すること、そしてノリエガは廃墟に置き去りとなり、彼はバチカンの庇護無しにアメリカに立ち向かわなくてはならなくなることを伝えた。
ノリエガはキューバ大使館に逃避していた彼の妻と3人の娘たちに電話をかける許可を求め、もし彼が投降した場合は彼女たちがドミニカ共和国に亡命できることの保証を得た。
1月3日、ノリエガは大使館の聖堂でのミサに参加し、聖体拝領を受けた。ミサでラボアはキリストと共に磔にされ最期の時に悔い改めたディスマスについて説教をし、それを聞いたノリエガは目に涙を浮かべたと報道された。
ミサの後、ノリエガは部屋に戻り2通の手紙を書いた。1通は妻に宛て、「私は今、冒険の旅に出る」と伝えた。もう1通はローマ教皇に感謝を伝える手紙で、自分は無実であることを信じており、常にパナマ国民の利益を最優先にして行動してきたことを強調し、教皇の祈りを求めた。
ノリエガは褐色の制服を着用し、大使館の聖書を携行する許可を受け、3人の司祭と共に屋外に出て闇夜の中50歩先の正門まで一緒に歩いた。正門に着くと米軍空挺兵のスコット・ガイスト軍曹が意気消沈したノリエガに突進し、その他の大勢の兵士も飛びかかり地面に押し倒して彼の身体検査を開始した。ノリエガは手首を後ろ手にテープで巻かれ、待機していた米軍のヘリコプターに押し込まれてハワード空軍基地に連行された。
後にモンシニョール・ラボアは、ノリエガを「出し抜いて」米軍に投降させたことを誇りに思っており、「心理戦では私の方が上手だ」と報道に語った。